# Augusto Álvaro da Silva
Augusto Álvaro da Silva (Recife, 8 aprile 1876 – Salvador, 14 agosto 1968) è stato un arcivescovo cattolico e cardinale brasiliano.

## Biografia
Nato a Recife l'8 aprile 1876, fu ordinato sacerdote il 5 marzo 1899.
Vescovo di Floresta prima (1911-1915) e di Barra poi (1915-1924), fu promosso all'arcidiocesi di San Salvador di Bahia il 17 dicembre 1924.
Papa Pio XII lo elevò al rango di cardinale nel concistoro del 12 gennaio 1953; partecipò ai conclavi del 1958 e del 1963.
Morì il 14 agosto 1968 all'età di 92 anni e venne sepolto nella cattedrale della Trasfigurazione del Signore.

## Genealogia episcopale e successione apostolica
La genealogia episcopale è:
- Cardinale Scipione Rebiba
- Cardinale Giulio Antonio Santori
- Cardinale Girolamo Bernerio, O.P.
- Arcivescovo Galeazzo Sanvitale
- Cardinale Ludovico Ludovisi
- Cardinale Luigi Caetani
- Cardinale Ulderico Carpegna
- Cardinale Paluzzo Paluzzi Altieri degli Albertoni
- Papa Benedetto XIII
- Papa Benedetto XIV
- Papa Clemente XIII
- Cardinale Bernardino Giraud
- Cardinale Alessandro Mattei
- Cardinale Pietro Francesco Galleffi
- Cardinale Giacomo Filippo Fransoni
- Cardinale Carlo Sacconi
- Cardinale Edward Henry Howard
- Cardinale Mariano Rampolla del Tindaro
- Cardinale Joaquim Arcoverde de Albuquerque Cavalcanti
- Arcivescovo Luís Raimundo da Silva Brito
- Cardinale Augusto Álvaro Cardinal da Silva

La successione apostolica è:
- Vescovo Eduardo José Herberhold, O.F.M. (1928)
- Arcivescovo Marcolino Esmeraldo de Souza Dantas (1929)
- Arcivescovo Francisco de Assis Pires (1931)
- Vescovo Luís Gonzaga da Cunha Marelim, C.M. (1941)
- Vescovo Floréncio Cicinho Vieira (1942)
- Vescovo Antônio de Mendonça Monteiro (1950)
- Vescovo José Varani (1950)
- Vescovo Elizeu Simões Mendes (1950)
- Vescovo Jackson Berenguer Prado (1958)
- Vescovo Caetano Antônio Lima dos Santos, O.F.M.Cap. (1958)
- Vescovo Walfrido Teixeira Vieira (1961)